# Trivialiteitswet van Parkinson
De trivialiteitswet van Parkinson (Parkinson's law of triviality), later ook bekend als the colour of the bike shed (de kleur van het fietsenschuurtje) is een wet die zegt dat de hoeveelheid tijd die in vergaderingen wordt besteed aan een onderwerp, omgekeerd evenredig is met de hoeveelheid geld en complexiteit die ermee gemoeid is.
De wet werd opgesteld door Cyril Northcote Parkinson in 1957 in zijn werk de Wet van Parkinson. Parkinson zelf gebruikte als voorbeeld het bouwen van een kerncentrale: dat is zo kostbaar en zo ingewikkeld dat veel mensen dit niet kunnen bevatten, dus ze nemen aan dat degenen die ermee bezig zijn het wel kunnen overzien en weten wat ze doen. Aan de andere kant snapt iedereen het bouwen van een schuurtje, dus dat resulteert in eindeloze discussies. Iedereen wil er zijn persoonlijk tintje aan geven en laten weten dat hij er is. Het gevolg is dat er op vergaderingen veel meer tijd besteed wordt aan zaken zoals het schuurtje dan aan zaken zoals de kerncentrale.
Een praktijkvoorbeeld wordt gegeven door Giger en Dividhizar. Zij beschrijven hoe in een door de overheid bekostigd psychiatrisch ziekenhuis een buitensporige hoeveelheid tijd werd besteed aan het ontwikkelen van beleid en regulering rond plastic houders van 75 dollarcent per stuk. Deze houders, die waren bestemd voor de persoonlijke spullen van patiënten, verdwenen af en toe, en om dit tegen te gaan werd een complete papierwinkel opgelegd om een nieuwe houder aan te kunnen vragen.
Parkinson gaf wel aan dat er een grens is aan de trivialiteit: als het bedrag zeer klein is, zoals de prijs van een potlood, dan vindt men het de discussie niet waard en is de wet niet meer geldig.

## Hernieuwde belangstelling
Het concept kreeg in 1999 hernieuwde belangstelling na een bericht van Poul-Henning Kamp op de FreeBSD-ontwikkelaarsmailinglijst. Kleur maakte geen onderdeel uit van het originele voorbeeld van Parkinson.
De uitspraak over het fietsenschuurtje wordt regelmatig aangehaald in grote gezamenlijke projecten zoals wiki's en opensourcesoftwareprojecten, waar het schuurtjesprobleem zichtbaar wordt. Mensen reageren niet op technische zaken, maar als het over zaken gaat als opmaak of naamgevingsconventies, dan worden de discussies eindeloos en kunnen de emoties hoog oplopen.